# 16 Pomorski Pułk Artylerii Lekkiej

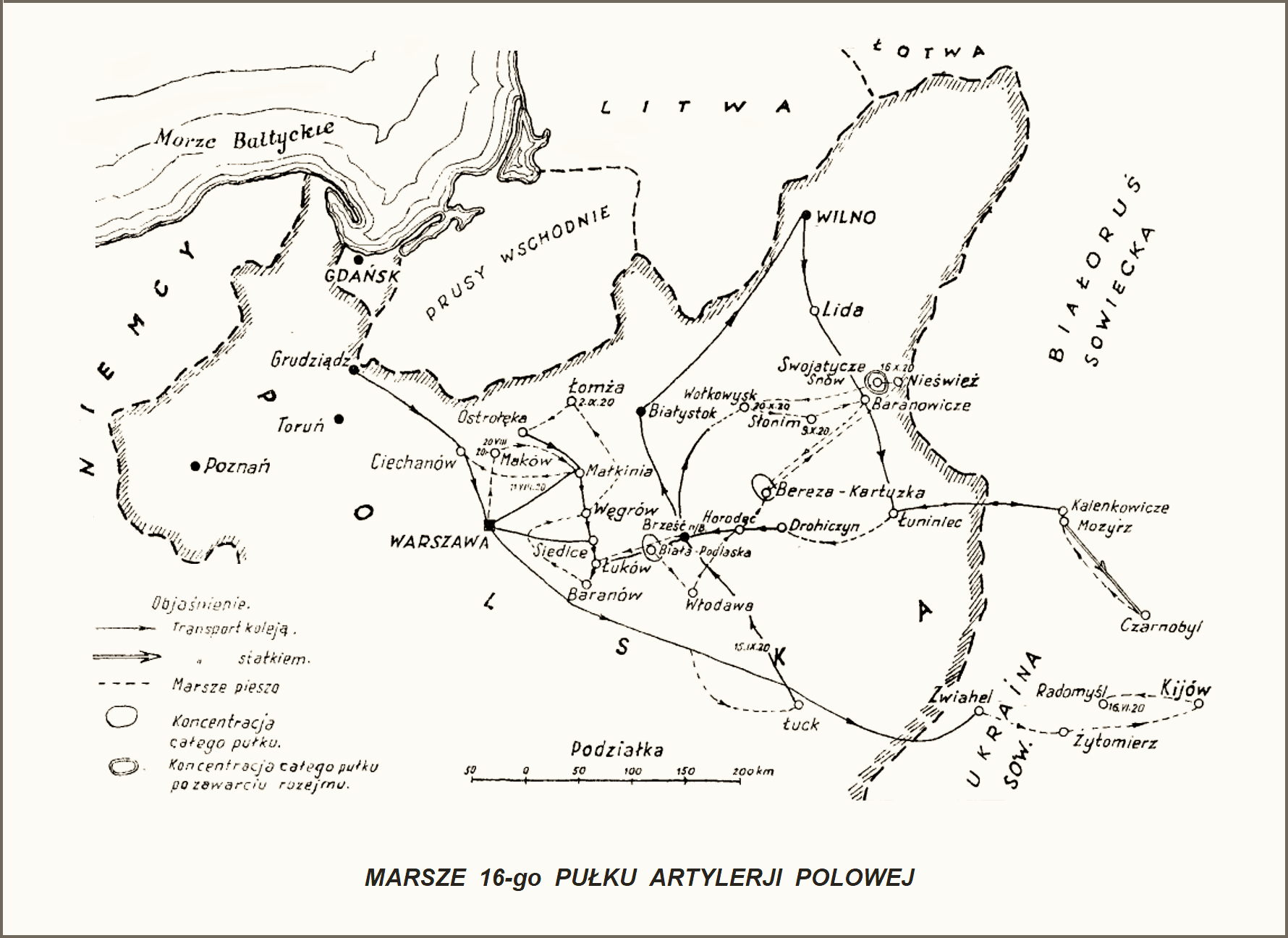
Marian Wiśniewski, Zarys historji wojennej 16-go pułku artylerji polowej

16 Pomorski Pułk Artylerii Lekkiej (16 pal) – oddział artylerii lekkiej Wojska Polskiego w II Rzeczypospolitej.
Pułk stacjonował w garnizonie Toruń (1920) i Grudziądz (1920–1939). Był organiczną jednostką artylerii 16 Pomorskiej Dywizji Piechoty.
Jego 2 i 3 bateria odznaczona została orderem VM za wojnę obronną 1939.

## Formowanie i walki
Geneza pułku sięga listopada 1919. 9 listopada 1919 bowiem dowódca Dywizji Strzelców Pomorskich płk Stanisław Skrzyński rozkazem nr 41 z polecił ppor. Tadeuszowi Łukowiczowi przystąpić do formowania Pomorskiej baterii artylerii polowej. Już następnego dnia w Głównej (obecnie w granicach Poznania) rozpoczęto formowanie baterii złożonej z artylerzystów – byłych żołnierzy armii niemieckiej z I wojny światowej.
Po przejęciu Pomorza na mocy traktatu wersalskiego, 23 stycznia 1920 baterię przewieziono transportem kolejowym do Torunia, gdzie w koszarach na Podgórzu kwaterowała cztery miesiące. W związku z koniecznością ujednolicenia numeracji związków taktycznych i oddziałów w Wojsku Polskim 5 marca 1920 Minister Spraw Wojskowych rozkazem nr 1401 przemianował Pomorską Dywizję Strzelców na 16 Pomorską Dywizję Piechoty, a Pomorską baterię artylerii polowej – na baterię zapasową 16 pułku artylerii polowej. Zadaniem tej baterii było szkolenie i przygotowanie zalążków dywizjonów i baterii dywizyjnego pułku artylerii polowej. Tutaj kierowano żołnierzy, uzbrojenie, sprzęt i konie.
Funkcję dowódcy baterii zapasowej czasowo pełnił ppor. Jan Bigocki. W tym czasie przybyli do baterii oficerowie skierowani przez Ministra Spraw Wojskowych m.in.: kpt. Leon Dąbrowski z 3 pułku artylerii polowej – na dowódcę I dywizjonu, kpt. Otton Krzisch z 5 pułku artylerii ciężkiej – na dowódcę II dywizjonu.
W związku z rozpoczętą wiosenną ofensywą polską w wojnie polsko-rosyjskiej 27 kwietnia dowódca 16 Brygady Artylerii płk Karol Olbracht Habsburg nakazał dowódcy baterii zapasowej przystąpić do formowania dowództwa i sztabu pułku oraz do intensywnego przygotowania 1 baterii w celu wysłania jej na front.
17 maja 1920 przybył kpt. Emil Krukowicz-Przedrzymirski, wyznaczony dekretem Naczelnego Wodza na stanowisko dowódcy pułku, który wcześniej kierował Sekcją Artylerii Oddziału I Naczelnego Dowództwa WP. Z jego inicjatywy w dniach 19–20 maja przedyslokowano formujący się 16 pułk artylerii polowej do Grudziądza, ówczesnej siedziby Dowództwa Okręgu Generalnego Pomorze, gdzie został zakwaterowany w koszarach na cytadeli, które wcześniej opuścił 22 pułk artylerii polowej. W nowym miejscu dyslokacji były o wiele lepsze warunki rozmieszczenia ludzi i koni, a także dobrze utrzymane działownie, warsztaty puszkarskie, prochownie, kuźnie itp. Nabrały także tempa prace organizacyjne i szkoleniowe.
Dwudywizjonowy pułk podczas walki wchodził w skład różnych dywizji, przydzielany pododdziałami. Dopiero w rejonie Włodawy, we wrześniu 1920 całością sił walczył w składzie w 16 Pomorskiej Dywizji Piechoty. We wrześniu 1920 pułk dysponował 75 mm armatami francuskimi.

### Mapy walk pułku

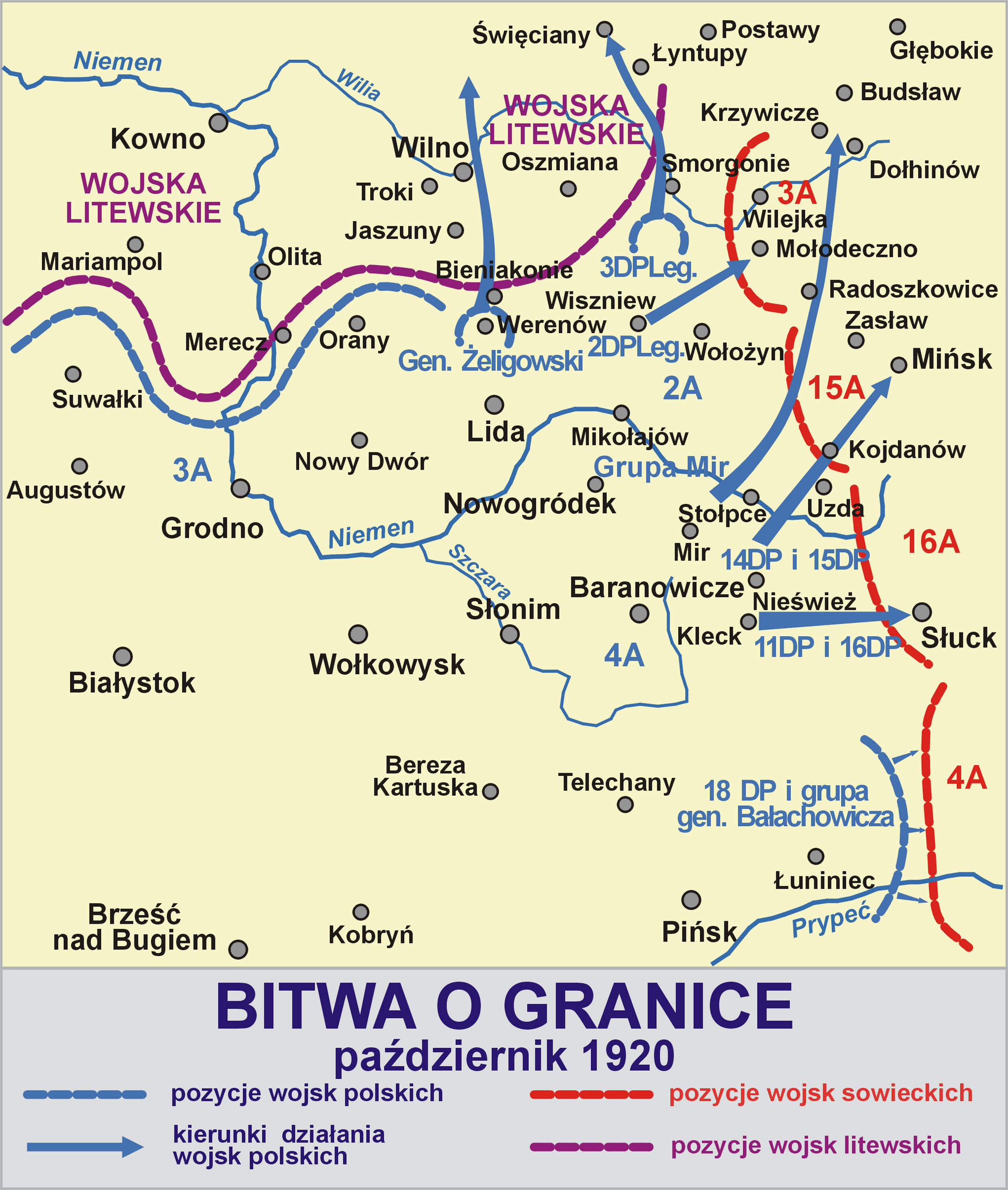

### Kawalerowie Virtuti Militari
| Żołnierze pułku odznaczeni Krzyżem Srebrnym Orderu Wojskowego Virtuti Militari za wojnę 1918–1920 | Żołnierze pułku odznaczeni Krzyżem Srebrnym Orderu Wojskowego Virtuti Militari za wojnę 1918–1920 | Żołnierze pułku odznaczeni Krzyżem Srebrnym Orderu Wojskowego Virtuti Militari za wojnę 1918–1920 |
| ------------------------------------------------------------------------------------------------- | ------------------------------------------------------------------------------------------------- | ------------------------------------------------------------------------------------------------- |
| kan. Stanisław Bawor                                                                              | pchor. Stanisław Borzyszkowski                                                                    | kpr. Józef Dąbek                                                                                  |
| ppor. Zygmunt Döllinger                                                                           | por. Lubomir Głażewski                                                                            | por. Tadeusz Grzegorzewski                                                                        |
| por. Józef Jaksa-Bobowski                                                                         | chor. Franciszek Krela                                                                            | mjr Emil Krukowicz-Przedrzymirski                                                                 |
| ppor. Bronisław Nelkowski                                                                         | por. Eugeniusz Pepłowski                                                                          | kpr. Maksymilian Reichwald                                                                        |
| por. Paweł Romocki                                                                                | plut. Tadeusz Woźniak                                                                             |                                                                                                   |

## Pułk w okresie pokoju

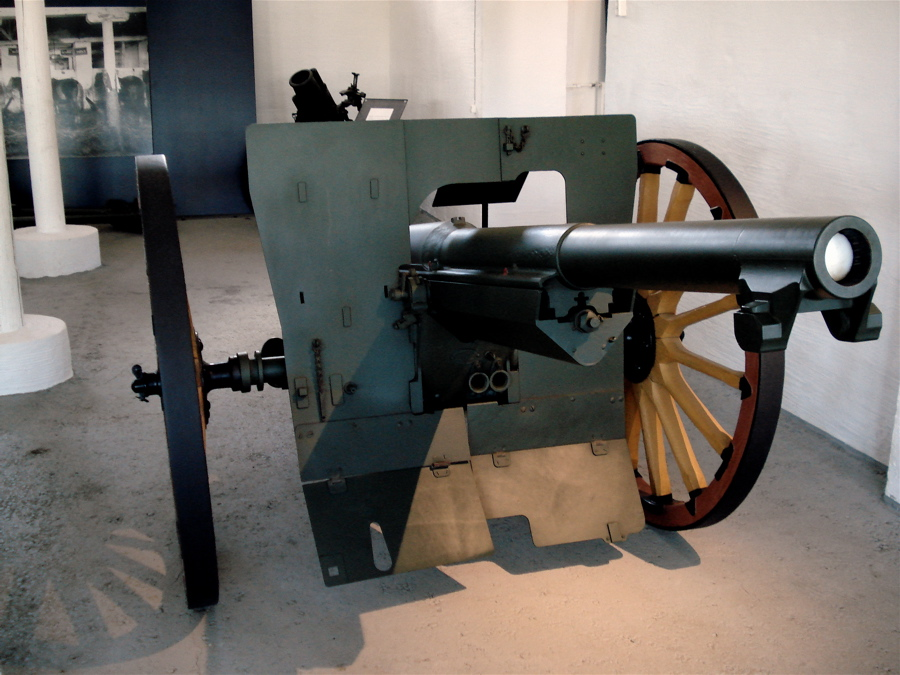
Armata 75 mm wz. 1897

31 grudnia 1931 roku na podstawie rozkazu B. Og. Org. 1120 – 18 Org. Ministra Spraw Wojskowych marszałka Polski Józefa Piłsudskiego 16 pap został przemianowany na 16 pułk artylerii lekkiej.

### Obsada personalna i struktura organizacyjna w marcu 1939 roku[10][a]
- dowódca pułku – płk Stefan Zielke
- I zastępca dowódcy – ppłk mgr Aleksander Alojzy Słupczyński
- adiutant – kpt. Jan Wiszniowski
- lekarz medycyny – por. lek. Marceli Jankowski
- starszy lekarz weterynarii – mjr Teodor Ignacy Uszyński
- oficer zwiadowczy – por. Edward Piasecki
- II zastępca dowódcy (kwatermistrz) – mjr Albin Walenty Rak
- oficer mobilizacyjny – kpt. adm. (art.) Mieczysław I Grądkowski
- zastępca oficera mobilizacyjnego – kpt. adm. (art.) Mieczysław Michałowski
- oficer administracyjno-materiałowy – kpt. adm. (art.) Stanisław Marian Józef Buntner
- oficer gospodarczy – kpt. int. Tadeusz Karol Michał Wrześniowski
- oficer żywnościowy – chor. Bronisław Czarnecki
- dowódca plutonu łączności – por. Tadeusz Kędzierski
- dowódca szkoły podoficerskiej – kpt. Gustaw Billewicz[b] *
- dowódca I plutonu – por Ryszard Stanisław Harlfinger
- dowódca II plutonu – ppor. Zygmunt Miądlikowski
- dowódca III plutonu – ppor. Stanisław Kawa
- dowódca IV plutonu – ppor. Eugeniusz Franciszek Błachut
- dowódca I dywizjonu – mjr Walerian Lewaszkiewicz
- dowódca 1 baterii – kpt. Stanisław Pierzchała
- dowódca plutonu – ppor. Marian Zawadzki
- dowódca 2 baterii – kpt. Gustaw Billewicz (*)
- dowódca 3 baterii – por. Tadeusz Boratyński
- dowódca II dywizjonu – mjr dypl. Mieczysław Tadeusz Jurkiewicz
- dowódca 5 baterii – kpt. Jan Gutry
- dowódca plutonu – ppor. Benedykt Kowalski
- dowódca 6 baterii – p.o. chor. Kazimierz Łata
- dowódca III dywizjonu – mjr Tadeusz Marian Nadratowski
- dowódca 7 baterii – kpt. Tadeusz Stanisław Tazber
- dowódca plutonu – ppor. Bohdan Alojzy Mazurkiewicz
- dowódca 8 baterii – por. Jan Michał Fredyk
- dowódca plutonu – ppor. Eugeniusz Walenty Dołhun
- na kursie – kpt. Marian Witold Michalczyk
- na kursie – por. Tadeusz Małachowski
- w szpitalu – por. Edward Pelc.

## 16 pal w kampanii wrześniowej

### Mobilizacja
Jako pułk przygraniczny zwiększano sukcesywnie od listopada, grudnia 1938 roku jego gotowość bojową i możliwości sprawnego rozwinięcia mobilizacyjnego poprzez tworzenie etatowych pododdziałów stanu „W” jeszcze w okresie pokoju. W dniach 24–26 sierpnia zmobilizowano w ramach mobilizacji alarmowej w grupie niebieskiej własne organiczne pododdziały 16 pal oraz do dnia 28 sierpnia pododdziały dywizyjne:
- pluton parkowy uzbrojenia nr 803,
- kolumnę taborową nr 820,
- warsztat taborowy nr 817.

16 pal mobilizował na etaty wojenne w oparciu o stan pokojowy 16 dywizjon artylerii ciężkiej. Uzupełnienie rezerwistów przybyło bez zakłóceń, opóźnienie w przybyciu odnotowano jedynie w przypadku oficerów rezerwy z PKU Gdynia. Nastąpiła potrzeba przekucia wszystkich koni z mobilizacji. Zabrakło kbk i pistoletów dla ok. 1/4 stanu pułku, pobrano 6 jednostek ognia. Po zakończeniu mobilizacji, pułk udał się marszem pieszym w rejon przygotowanych już wcześniej stanowisk w rejonach rozmieszczenia nad rzeką Osą.  

### Działania bojowe 16 pal

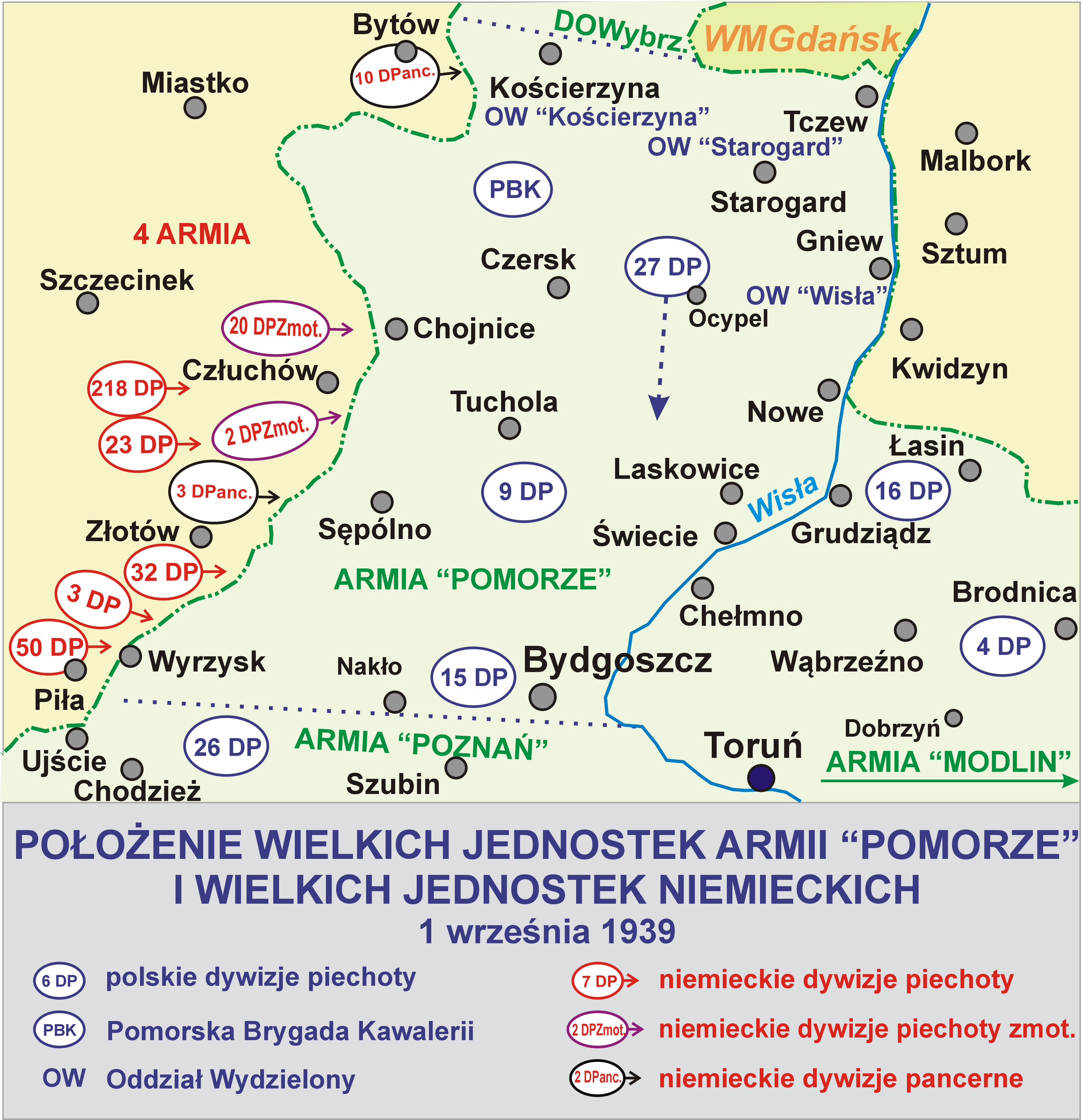
Pułk walczył w składzie 16 DP

#### Bitwa nad Osą
30 sierpnia na podstawie rozkazu operacyjnego gen. bryg. Mikołaja Bołtucia dowódcy Grupy Operacyjnej „Wschód” i dowódcy 16 Dywizji Piechoty płk. dypl. Stanisława Świtalskiego poszczególne dywizjony 16 pal zajęły stanowiska w ramach macierzystej dywizji jako artyleria towarzysząca piechocie. I dywizjon rozwinął się na północ od wsi Gruta, po obu stronach drogi Łasin–Gruta za 64 pułkiem piechoty z kierunkiem ostrzału na podejścia do mostu w miejscowości Słupski Młyn. II dywizjon rozwinął się w rejonie dworu Orle, z kierunkiem strzału 6 baterii na drogę Łasin–Gruta, a pozostałe baterie wzdłuż rzeki Osa. III dywizjon w składzie Oddziału Wydzielonego płk. Stefana Cieślaka, 8 bateria ze stanowisk w rejonie Nowej Wsi wspierała obronę batalionu ON "Świecie", pozostałe baterie rozwinęły się w rejonie fortów na Księżych Górkach na przedpolach Grudziądza z kierunkiem strzału Owczarek, Grabowca i Dąbrówki Królewskiej. Dowództwo i pododdziały pułkowe rozlokowały się w zabudowaniach wsi Gruta. Nocą z 31 sierpnia na 1 września przesunięto baterię 7/16 pal na zapasowe stanowiska ogniowe. Punkt obserwacyjny III/16 pal umieszczono na wieży obserwacyjnej zbudowanej przez saperów na Księżej Górze Wielkiej.                           
Po ustąpieniu mgieł od godz. 10.00 1 września 1939 roku większość artylerii dywizyjnej położyła zaporę ogniowa na zmotoryzowaną kolumnę niemiecką poruszającą się szosą z Łasina przez Rogóźno-Zamek na Grudziądz. Pomimo zadania strat kolumnie niemieckiej, rozwinęła się ona do natarcia na stanowiska obronne 16 DP. Po artyleryjskim przygotowaniu ataku ok. godz.12.00 niemiecka piechota ze wsparciem czołgów przystąpiła do natarcia pod Słupskim Młynem i Owczarkami, które odparto unieruchamiając 9 czołgów. Po odparciu natarcia niemieckie lotnictwo szturmowe ostrzelało punkt obserwacyjny I dywizjonu, ostrzelało i zbombardowano punkt dowodzenia III dywizjonu i stanowiska 7 i 9 baterii haubic. Niemiecka artyleria po załamaniu natarcia podjęła intensywny ostrzał punktów oporu piechoty i punktów obserwacyjnych dywizjonów i schronów łączności. Wielokrotnie ostrzał niemieckiej artylerii przyczynił się do uszkodzenia linii telefonicznych 16 pal, w trakcie czynności ranny został oficer łączności III/16 pal por. J. Fredyk. Ok. godz. 14.00 piechota niemieckiej 21 DP ze wsparciem czołgów na styku odcinków „Gruta” i „Grudziądz” sforsowała Osę i utworzyła przyczółek, wypierając batalion I/66 pp. Ze względu na planowane wykonanie kontrnatarcia przez oddziały 16 DP na przyczółek, przegrupowano dywizjon II/16 pal z Orla do Annowa. Z uwagi na zagrożenie stanowisk ogniowych dywizjonu I/16 pal, przed wieczorem podjęto decyzję wycofania go w rejon Mełna, a punktów obserwacyjnych do rejonu Gruty. W trakcie zwijania się 1 baterii armat została ona zaatakowana z sąsiedniej doliny przez grupę niemieckich czołgów. Ustawione do strzelania na wprost armaty baterii zniszczyły doszczętnie dwa czołgi, kilka uszkodziły i zmusiły do wycofania się pozostałe. Bateria 3/16 pal ostrzelała wieś Orla zmuszając do wycofania się niemieckiej piechoty i wspierających ją czołgów z niej. Wieczorem dywizjon I/16 pal zebrał się w otoczeniu wzgórza 105 koło Gruty, gdzie przeszedł na odpoczynek. II/16 pal przed wieczorem wsparł doraźne przeciwnatarcie 66 pułku piechoty wspartego batalionami I/65 pp i II/64 pp, zamykając lukę pomiędzy odcinkami. Bateria 9/16 pal ostrzeliwała Dąbrówkę Królewską, a następnie aby mogła ostrzeliwać niemiecki przyczółek na Osie swoje stanowiska ogniowe przeniosła do Sadowa. Baterie dywizjonu III/16 pal skutecznie powstrzymywały od godzin popołudniowych niemieckie próby forsowania Osy od ujścia do Wisły do miejscowości Grabowiec. 9/16 pal w nocy położyła ogień zaporowy na Osie w rejonie Grabowca uniemożliwiając niemieckiej grupie bojowej forsowanie rzeki.                          
Przygotowywany na godz. 8.00 2 września kontratak wzmocnionej 16 DP nie doszedł do skutku, z uwagi na wyprzedzający atak artylerii niemieckiej i lotnictwa niemieckiego. Stopniowo cofającą się piechota nie była zdolna do zatrzymania niemieckiego natarcia. Ok. godz. 14.00 piechota 16 DP rozpoczęła niekontrolowany odwrót, z uwagi na powyższe baterie pułku wycofały się ze swoich stanowisk. Wprowadzone oddziały 4 Dywizji Piechoty powstrzymały niemieckie natarcie, w trakcie odwrotu bombardowana była 1/16 pal poniosła duże straty w sprzęcie i koniach. Duże straty zanotowano też w 5 i 6 bateriach. Macierzysta 16 DP została wycofana do odwodu GO „Wschód”, a I/16 pal, II/16 pal i 16 dac podporządkowano dowódcy artylerii dywizyjnej 4 DP ppłk. Czerwińskiemu. III/16 pal nadal 2 września wspierał w obronie OW płk. Cieślaka ostrzeliwując pododdziały niemieckie w rejonie Dąbrówki Królewskiej, Nicwałdu, Lnisk i Owczarkach. Pod wieczór batalion II/65 pp, ze wsparciem 48 dywizjonu artylerii lekkiej i 9/16 pal wykonał kontratak z lasu Maruszy odbił Nicwałd i tam zajął obronę. 4 DP bez udziału 16 pal odbiła Grutę i Annowo. 3 września baterie I i II dywizjonu zostały starannie zamaskowane na skraju lasu, w krzakach i stogach. Według planu ogni wspierały ataki piechoty 4 DP na Mełno-cukrownię i dwór w Mełnie, bronił go niemiecki batalion rozpoznawczy 228 DP. Pomimo maskowania baterie obu dywizjonów stały się obiektem ataków lotniczych. Bateria 3/16 pal odparła niemiecką kolumnę wozów pancernych jadącą od strony Boguszewa. Atak 4 DP został powstrzymany, napór niemieckich oddziałów powodował powolne wycofywanie się oddziałów 4 DP w kierunku południowym. Dowództwa obu dywizjonów i dowództwo 16 pal były atakowane przez niemieckie lotnictwo. Nocą 3/4 września 16 pal (bez III dywizjonu) wykonał odwrót na nowe stanowiska w rejonie Wąbrzeźna.                           
3 września III/16 pal w dalszym ciągu wspierał OW płk. Cieślaka. Bateria 9/16 pal i 48 dal wspierały walki w rejonie Nicwałdu II/65 pp. Natarcie niemieckie przy wsparciu czołgów poprzez Nicwałd i Wielkie Lniska zagroziło okrążeniem Grudziądza od południa. Natarcie na Owczarki i Grabowiec, przy silnym wsparciu niemieckiej artylerii obezwładniło obronę batalionu III/65 pp oraz punkty obserwacyjne III/16 pal i 7 oraz 8 baterii. Poległ dowódca 7 baterii kpt. rez. R. Majewski, ostrzelano ogniem broni maszynowej pomocniczy punkt obserwacyjny 7/16 pal na wieży obserwacyjnej na Księżych Górkach. Niemiecka artyleria skutecznie ostrzelała stanowiska 8 i 9 baterii, które utraciły po jednej haubicy. O godz.13.00 OW płk. Cieślaka rozpoczął odwrót, za III/65 pp wycofały się 7 i 9 baterie haubic po osi Węgrowo–Marusza. Rozkaz odwrotu do 8 baterii i batalionu ON „Świecie” dotarł po kilku godzinach. Czołowe pododdziały niemieckie dotarły już do centrum Grudziądza, wsparte przez miejscowych dywersantów. 8 bateria haubic przy wsparciu pododdziałów wartowniczych podjęła próbę przebicia się przez Grudziądz. Na skutek ostrzału przez dywersantów i czołówkę oddziałów niemieckich przedarła się tylko część 8 baterii, tj. dowództwo ze zwiadem oraz jeden działon. Zabito przez strzelców wyborowych konie w dwóch działonach, obie haubice po zdemontowaniu pozostawiono, podobnie jak armaty plutonu artylerii piechoty 65 pułku piechoty. Pozostałość 8 baterii dołączyła do OW w rejonie Maruszy. Działonem z 8 baterii uzupełniono 9 baterię haubic. Po zbombardowaniu przed wieczorem przez lotnictwo niemieckie rejonu Maruszy, oddziały natychmiast podjęły marsz celem dołączenia do macierzystej 16 DP. 16 pal bez III dywizjonu 4 września wraz z macierzystą dywizją zajął stanowiska ogniowe na rubieży Sicinek–Osieczek, I/16 pal wraz 64 pp, II/16 pal wraz 66 pp. III/16 pal maszerował wraz z OW płk. Cieślaka nocą 3/4 września przez Dębieniec, Goryń, Błędowo do Lisewa. Dywizjon rozwinął się za liniami obronnymi batalionów OW. 16 pal 4 września nie miał styczności z wojskami niemieckiego XXI KA.                          

#### Odwrót
Kolejnej nocy 4/5 września dywizjony 16 pal podjęły marsz w kierunku Torunia. OW płk. Cieślaka z III/16 pal po osi Drzonowo, Zajączkowo, Węgorzyn, Srebrniki, Wielką Łąkę do wsi Grębocin. OW zajął obronę ubezpieczając odwrót GO „Wschód” od Grębocina, poprzez Lubicz i wzdłuż prawego brzegu Drwęcy do Wisły z bateriami haubic gotowymi do wsparcia piechoty. 16 pal z siłami głównymi 16 DP wykonał nocny marsz przez Lipnicę, Golub, most na Drwęcy, Dobrzyń do lasu na lewym brzegu Drwęcy. Nocą 5/6 września 16 pal przemaszerował przez Zarębę, Lubicz, Toruń, most przez Wisłę, Podgórz i do lasu obok poligonu artyleryjskiego. Tabory pułku pomaszerowały z piechotą prawym brzegiem Wisły do Włocławka. Po dziennym odpoczynku pomaszerowano nocą 6/7 września do lasów na północ od Włocławka, podczas dziennego postoju dołączyły pozostałości 8 baterii haubic por. R. Harlfiingera. 7/8 września 16 pal pomaszerował przez Włocławek osiągając lasy pod Więcławicami koło Kowala. III/`6 pal do wieczora 6 września osłaniał w swoim rejonie Toruń wraz z OW płk. Cieślaka. Następnie podjął przez dwie kolejne noce marsz prawym brzegiem Wisły jako straż tylna GO „Wschód” przez Kawęczyn, Czernikowo, Zieleńszczyznę, Bobrowniki, Polichnowo, Działy, Kolonie Grodzkie, Szpetal, most we Włocławku, Włocławek dołączył 8 września w rejonie Więcławic i Kępin do macierzystego pułku. 8 września wieczorem 16 pal podjął dalszy marsz przez Gostynin, Trębki, Kamieniec. Osiągając 10 września rejon Oporowa i Żychlina.                           

#### Udział w bitwie nad Bzurą
Dywizjony przydzielono do poszczególnych pułków piechoty: I do 64 pp, II do 66 pp, III do 65 pp. 16 DP zajęła pozycje obronne frontem w kierunku południowo-wschodnim. Zgodnie z rozkazem gen. bryg. M. Bołtucia 16 DP miała podjąć natarcie na Łowicz i Sochaczew, wcześniej wyrzucając niemieckie oddziały za Bzurę. 16 pal maszerował w obu kolumnach macierzystej dywizji. W kolumnie głównej wraz z 64 i 66 pp I i II dywizjon. W kolumnie na lewym skrzydle dywizji od strony Sochaczewa III dywizjon z 65 pp. Szosą z Żychlina do Łowicza maszerowały oba dywizjony za nimi 16 dac. II/16 pal poprzez Bąkowo i Bogorie dotarł do Zdun, gdzie zajął stanowiska ogniowe z zadaniem wsparcia czołowego batalionu 64 pp. III/16 pal maszerował przez Pacynę, Luszyn, Stępów, Złaków Borowy i Kościelny, Mastki, Chąśno i Błędów zajmując las koło Strzelczewa skąd miał wspierać 65 pp. Prowadzący natarcie od czoła 64 pp był wspierany przez I/16 pal rozwinięty ostatecznie w rejonie na wschód od wsi Szymanowice. Ok. godz. 15.00 wyruszyło natarcie 64 pp, który opanował Maurzyce, Krętą, Niedźwiadę, Klewków i Małszyce pod wieczór 64 pp osiągnął Bzurę w rejonie mostu naprzeciw śródmieścia Łowicza. Dywizjony I i II wspierały ogniem oba czołowe bataliony 64 pp. O godz. 16.00 do natarcia przystąpił 65 pp, który od strony Kapituły ze wsparciem ogniowym III dywizjonu uderzył na Łowicz. Ok. godz. 22 bez wsparcia artylerii 64 pp wdarł się do Łowicza. ok. godz.23.00 II/16 pal zajął nowe stanowiska w Starej Wsi nad Bzurą. Pierwszorzutowe 64 i 65 pułki piechoty zajęły po całonocnych walkach Łowicz. Nad ranem 12 września I dywizjon rozwinął swoje stanowiska ogniowe przy ruinach stacji kolejowej Zielkowice, II dywizjon zajął stanowiska ogniowe w miejscowości Kostka Kaliska, a III dywizjon zajmował stanowiska w fabryce nici na skraju Łowicza. Na stacjach kolejowych w transportach kolejowych odnaleziono amunicję, wyposażenie, a także 4 haubice kal. 100 mm, które wymieniono na zużyte z III dywizjonu i odtworzono pluton artylerii piechoty 65 pp.                           
Z uwagi na zmianę rozkazów nocą 12/13 września 16 pal wraz z całą 16 DP został przemieszczony na lewy brzeg Bzury. Pułk zajął stanowiska w okolicy Małszyc, Popowa, Zabostowa i Gągolina. I/16 pal wspierał 66 pp, II/16 pal 64 pp, a III/16 pal 65 pp. Próby forsowania Bzury przez niemiecką piechotę 13 września były likwidowane ogniem artylerii i piechoty. Stanowiska pułku były ostrzeliwane przez artylerię niemiecką i bombardowane przez lotnictwo. O godz. 8.00 14 września na Łowicz podjął ponownie natarcie 64 pp, ze wsparciem całego 16 pal, wspólnie z 4 DP. 16 pal wykonał nawałę ogniową, następnie ruchomy wał ogniowy i na koniec ześrodkowanie ognia na drugą linię obrony piechoty niemieckiej. Sukcesywnie do walki o Łowicz weszły pozostałe pułki piechoty 16 DP, z tego względu przydzielono im skoncentrowane dotychczas na odcinku 64 pp dywizjony. I/16 pal przesunięto na nowe stanowiska ogniowe do Popowa skąd prowadził ostrzał w kierunku Arkadii, Placencji i Zielkowic. Wprowadzony do walki ok. godz. 17.00 65 pp uzyskał wsparcie III/16 pal, I/16 pal, który zajął następne stanowiska ogniowe w ślad za piechotą w pobliżu szosy Łowicz–Sochaczew, a Bzurą oraz 16 dac. Ruchomy wał ogniowy przed nacierającym 65 pp pozwolił odnieść sukcesy piechocie. Z uwagi na nowe rozkazy zaniechano dalszego natarcia wieczorem 14 września, do 16 pal powróciły obsady punktów obserwacyjnych z oddziałów piechoty.                           
Nocą 14/15 września poszczególne dywizjony powróciły na swoje poprzednie stanowiska I/16 pal w Popowie, II/16 pal do Małszyc, III/16 pal do Gągolina-Sromowa. 15 września pułk prowadził ognie wzbraniające forsowanie Bzury przez niemiecką 18 DP. Stanowiska ogniowe i punkty obserwacyjne były atakowane przez niemieckie lotnictwo i ostrzeliwane przez niemiecką artylerię. Oddziały niemieckie na odcinku 16 DP użyły w charakterze „żywych tarcz” ludności cywilnej z Łowicza i okolic, która poniosła duże straty w trakcie walk od obustronnego ostrzału i częściowo utonęła w Bzurze. Poszczególne baterie 16 pal ze wsparciem 16 dac, części 7 pułku artylerii ciężkiej i pociągu pancernego nr 11 skutecznie wspierały walczącą piechotę i powstrzymywały wszelkie próby forsowania Bzury. Z uwagi na rozbicie sąsiedniej 26 DP, 16 września na znajdujący się na lewym skrzydle dywizji 64 pp i wspierający go III/16 pal lewym brzegiem Bzury uderzyły oddziały niemieckie. Niemieckie natarcie było powstrzymywane do godzin wieczornych 16 września.                           
Po czym zgodnie z planem przebicia się przez Puszczę Kampinoską do Warszawy, jednostki 16 DP oderwały się od jednostek niemieckich i wykonały nocny marsz 16/17 września do rejonu Czerniewa i Kiernozi. W tym rejonie 16 pal przeszedł do obrony będąc atakowany od rana 17 września przez lotnictwo niemieckie. Odparto do godzin popołudniowych w ścisłym współdziałaniu z piechotą natarcia pododdziałów zmotoryzowanych i pancernych. Jako bezpośrednie wsparcie piechoty i artyleria przeciwpancerna, dywizjony artylerii i ich baterie bezpośrednio podporządkowano dowódcom pułków i batalionów piechoty. Po pozostawieniu większości taborów i pobraniu zapasów amunicji, nocą 17/18 września baterie 16 pal wyruszyły po trasie Aleksandrów–Uderz. Marsz odbywał się drogami polnymi i bezdrożami w gmatwaninie taborów i zagubionych żołnierzy, jednostki traciły spoistość organizacyjną i gubiły się. Z 16 pal na miejsce koncentracji w lasach w pobliżu miejscowości Budy i Kamion, dotarło kilka baterii, w tym prawie cały dywizjon I/16 pal. Rejon koncentracji pozostałości 16 DP był ostrzeliwany przez artylerię niemiecką, ze szczególnie uciążliwą zza Wisły i rejonu Wyszogrodu podjęły walkę 1 i 3 baterie 16 pal. Przy wsparciu pozostałości 16 pal, w tym 1 baterii i innych pododdziałów artylerii wieczorem 18 września ruszyły do natarcia przez Bzurę w kierunku Brochowa, pozostałości piechoty 16 DP, a w ich szeregach też artylerzyści nie będący w obsłudze dział. Z uwagi na silną obronę rzeki i podejść do Puszczy Kampinoskiej przedarły się nieliczne  jednostki. Wielu artylerzystów poległo wśród nich w rejonie Janowa dowódca 16 pal ppłk Aleksander Słupczyński.                           

#### W Puszczy Kampinoskiej
Po przebiciu się do puszczy na jej obrzeżach toczono dalsze walki z niemiecką piechotą i bronią pancerną 19 września w pobliżu drogi Piaski Duchowe–Cisowe poległ prowadząc natarcie dowódca artylerii dywizyjnej płk Witold Andruszkiewicz. I dywizjon armat bez 1 baterii po rozpoznaniu brodu przed wieczorem 18 września wykonał nawałę ogniową torując drogę pozostałościom dywizji, następnie przy brodzie strzałem z armaty zniszczył broniący, go niemiecki ckm. Po przeprawieniu się w nocy przez bród na Bzurze niedaleko Brochowa, stoczył potyczkę na skraju Puszczy Kampinoskiej z niemieckimi czołgami, które zawróciły. W trakcie marszu pozostał i nie dołączył wyciągający ugrzęźnięte działo dowódca 2 baterii por. Tadeusz Boratyński. Do I dywizjonu mjr. Tadeusz Nadratowskiego dołączyły pododdziały i grupy przebijających się przez puszczę żołnierzy, w tym działon z 27 pułku artylerii lekkiej wieczorem 19 września łącznie ok. 2.00, w tym z macierzystego pułku 5 oficerów i wielu kanonierów. Grupa maszerowała poprzez Rybitew, Cybulice i Bielawy tocząc drobne potyczki z patrolami niemieckimi. Po dotarciu do Kazunia, dywizjon został włączony w skład broniącej tego odcinka 30 Dywizji Piechoty gen. bryg. Leopolda Cehaka. 2/16 pal została przydzielona do wsparcia jako artyleria przeciwpancerna dla 82 pułku piechoty na odcinku od Dębiny do Wisły, a 3 bateria dla 84 pułku piechoty w rejonie Sadów i Kazunia. W trakcie walk w obronie Modlina poległo od ataków lotnictwa i ostrzału artylerii ponad 30 żołnierzy 16 pal w tym por. A. Dąbrowski i zginęła większość koni dywizjonu. Wobec zmniejszającej się ilości amunicji, malała aktywność bojowa obu baterii. 29 września w wyniku kapitulacji Modlina, po zdaniu broni dywizjon dostał się do niemieckiej niewoli.                          

#### Bateria marszowa 1/16 pal
W ramach I rzutu mobilizacji powszechnej do 3 września 1939 roku w Forcie Kniaziewicza, a od 1 września koszarach Toruń-Podgórze w 31 pułku artylerii lekkiej sformowano baterię marszową 1/16 pal pod dowództwem por. rez. Antoniego Gudowicza. Bateria została wyposażona w broń strzelecką z wyjątkiem pełnego ukompletowania w pistolety. Otrzymała konie i inne wyposażenie, ale bez dział. Wraz z baterią marszową 1/15 pal zostały podporządkowane dowódcy Oddziału Wydzielonego "Toruń" płk. dypl. Aleksandrowi Myszkowskiemu. Od 4 do 6 września baterie marszowe 15 i 16 pal w Toruniu wykonywały prace inżynieryjno-fortyfikacyjne i pełniły służbę patrolową. Częściowo przeprawiły się przed świtem 7 września przez most przed wysadzeniem mostów w Toruniu, częściowo po ich wysadzeniu baterie przeprawiły się na podręcznych środkach, w tym amunicję do dołączonej do baterii kolumny amunicyjnej rozbitego w Borach Tucholskich 27 pal. Obie baterie wyruszyły marszem pieszym przez Służewo, Radziejów, Brześć Kujawski do Włocławka, gdzie dotarły 9 września. Przed Brześciem Kuj. baterie stoczyły walkę z bandą dywersyjną rozbijając ją. Następnie maszerowały przez Kowal, Gostynin, Gąbin do Sochaczewa, gdzie podczas postoju 11 września zlikwidowano radiostację dywersyjną. 12 września artylerzyści obu baterii marszowych uczestniczyli w osłonie od strony Błonia natarcia na Sochaczew. Wieczorem 12 września baterie pomaszerowały przez Puszczę Kampinoską do Modlina, dotarły tam 14 września. Po czym po odpoczynku w Modlinie przez Jabłonnę 15 września osiągnęły Warszawę. Jako oddział por. Mazura baterie od 20 września weszły w skład I dywizjonu pieszego artylerii pod dowództwem kpt. Ehrlicha. Utworzono z baterii marszowych 15 i 16 pal, dwie baterie bojowe. Od 25 września pieszy dywizjon artylerii został skierowany jako piechota do walki na Mokotowie. Od ostrzału artylerii niemieckiej i bombardowań lotniczych poległo kilku żołnierzy. Baterie do dnia kapitulacji stolicy nie wzięły bezpośredniego udziału w walkach, z uwagi na małą aktywność wroga na tym odcinku.

#### Obsada personalna pułku we wrześniu 1939
Dowództwo pułku, dywizjonów i baterii
- dowódca pułku - ppłk mgr Aleksander Alojzy Słupczyński
- adiutant pułku – kpt. Gustaw Billewicz
- oficer informacyjny - por. Edward Piasecki
- naczelny lekarz weterynarii - mjr Teodor Ignacy Uszyński
- dowódca plutonu topograficzno-ogniowego - por. Henryk Łukowiak

I dywizjon
- dowódca dywizjonu - mjr Tadeusz Marian Nadratowski
- adiutant dywizjonu - ppor. Andrzej Tułecki
- oficer zwiadowczy - por. Stanisław Stapf
- oficer łączności - por. Bogdan Mazurkiewicz[23]
- lekarz dywizjonu - por. lek. Kazimierz Dyllick
- lekarz weterynarii dywizjonu - ppor. lek. wet. Lucjan Barancewicz
- dowódca kolumny amunicyjnej - por. Paweł Gzula[23]
- dowódca 1 baterii – kpt. Stanisław Pierzchała[23], kpt. Tomasz Skulski[22]
  - oficer ogniowy - por. Roman Kotarski
  - oficer zwiadowczy - por. Bednarz[23]
- dowódca 2 baterii – por. Tadeusz Boratyński[23]
  - oficer ogniowy - ppor. Bogdan Mazurkiewicz
- dowódca 3 baterii – kpt. Jan Wiszniowski
  - oficer zwiadowczy - por. Barański[23]

II dywizjon
- dowódca dywizjonu - mjr Albin Walenty Rak, mjr Stefan Jurkiewicz
- adiutant dywizjonu - ppor. Michał Węgliński
- oficer zwiadowczy - por. Jan Myszkowski
- dowódca 4 baterii - kpt. Marian Witold Michalczyk[23], por. Wacław Kowalski[22]
  - oficer ogniowy - ppor. Jerzy Łuczyński
- dowódca 5 baterii – kpt. Jan Gutry, kpt. Stanisław Korecki[22]
  - oficer ogniowy - por. Witold Mackiewicz
- dowódca 6 baterii – por. Tadeusz Małachowski, por. Piotr Harflinger[22], por. Henryk Józef Grzyb[23]
  - oficer ogniowy - ppor. Bernard Majewski[22]

III dywizjon
- dowódca dywizjonu - kpt. Tadeusz Stanisław Tazber[23], mjr Aleksander Zdrojewski[22]
- adiutant dywizjonu - ppor. rez. Michał Kozubek[22], ppor. Alfons Sergot[23]
- oficer zwiadowczy - por. Henryk Bednarz[22], ppor. Benedykt Kowalski[23]
- oficer łącznikowy - ppor. rez. inż. Tadeusz Sieczkowski[23]
- oficer łączności - por. Jan Michał Fredyk[23]
- oficer obserwacyjny - ogn. pchor. Antoni Byczyński
- oficer płatnik - ppor. rez. Żurawski
- oficer żywnościowy - ppor. rez. Smoliński
- lekarz dywizjonu - pchor. san. Błaszkiewicz
- lekarz weterynarii dywizjonu - ppor. lek. wet. - ppor. Milchert
- dowódca 7 baterii – kpt. rez. Roman Majewski[23]
- dowódca 8 baterii – por. Ryszard Stanisław Harlfinger[23], kpt. Aleksander Kowalski[22]
- dowódca 9 baterii – por. rez. Kazimierz Gollnik

### Oddział Zbierania nadwyżek 16 pal
Po zakończeniu mobilizacji pułku i pododdziałów dywizyjnych w dniu 29 sierpnia 1939 roku pozostałe nadwyżki żołnierzy koni, sprzętu i mienia pułku zostały załadowane na transport kolejowy i przewiezione do Skierniewic i rozlokowane w pobliskich wsiach, w tym w Makowie. Dowódcą OZN 16 pal został kpt. Mieczysław Grądkowski. W oddziale nadwyżek były 4 haubice kal. 100 mm zorganizowane w baterię por. Edwarda Feliksa Pelca i 4 armaty kal. 75 mm bez przyrządów celowniczych zorganizowane w baterię której dowództwo objął w okresie późniejszym por. rez. Paweł Wendlikowski. Zebrano ok. 1000 żołnierzy i ok. 100 wozów konnych.  Nocą 3/4 września oddział nadwyżek na polecenie przełożonych odmaszerował do Warszawy, gdzie przybył nocą 7/8 września. Skierowany dalszym marszem przez Siedlce do Brześcia nad Bugiem gdzie przybył 13 września. Z uwagi na brak broni w nadwyżkach pułku nie wszedł on w skład garnizonu brzeskiego, został skierowany do Kobrynia, a dalej przez Ratno do Kowla. 20 września w okolicach Kowla ustalono, że zgrupowanie WP w Kowlu zostało zdemobilizowane, a w mieście są oddziały sowieckie. Zawrócono do Ratna, a następnie do Małoryty. W Małorycie oddział wszedł w skład Zgrupowania "Brzoza" pod dowództwem płk. Brzozy-Brzeziny. Z ośrodka wyłączono baterie artylerii i włączono je w skład dywizjonu artylerii pod dowództwem kpt. Mariana Poraj-Jankowskiego 50 Dywizji Piechoty "Brzoza". Wspierały one piechotę dywizji podczas walk o Kock, Adamów, pod Talczynem, Serokomlą, Krzywdą i Wolą Gułowską. Dozbrojenie w broń strzelecką nastąpiło podczas marszu, bronią porzuconą. W Parczewie OZN 16 pal był atakowany przez lotnictwo sowieckie, poniesiono straty w zabitych i rannych. Skapitulował w składzie SGO "Polesie" 6 października 1939 r.

## Symbole pułkowe

### Sztandar

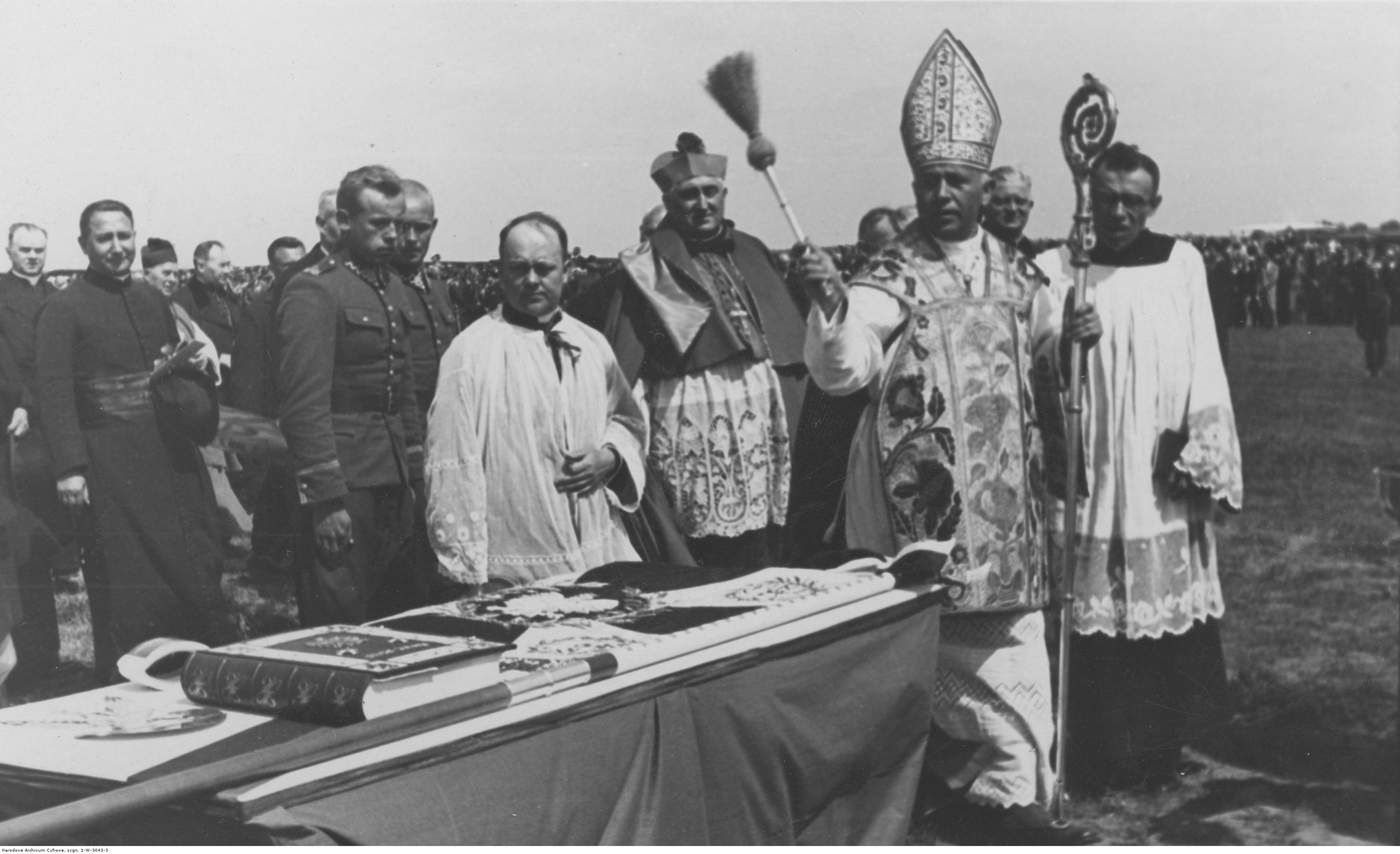
Przekazanie wojsku sprzętu ufundowanego przez społeczeństwo Pomorza - bp polowy Józef Gawlina święci sztandar; Toruń, 19 czerwca 1938

Nadanie sztandaru i zatwierdzenie jego wzoru ujęte zostało w Dzienniku Rozkazów MSWojsk z 1937, nr 18, poz. 230.
Sztandar, ufundowany przez społeczeństwo Grudziądza, wręczył pułkowi marszałek Edward Śmigły-Rydz w Toruniu 19 czerwca 1938  podczas ceremonii wręczania  oddziałom OK VIII (Toruń) sztandarów ufundowanych przez społeczeństwo pomorskie.
Uprzednio został poświęcony przez biskupa polowego WP ks. Józefa Gawlinę. Dalsze uroczystości miały miejsce na błoniach nadwiślańskich w Grudziądzu  26 czerwca 1938. Po mszy św. polowej, prezydent miasta inż. Józef Włodek przeczytał akt fundacyjny i przekazał sztandar gen. bryg. Emilowi Przedrzymirskiemu-Krukowiczowi (organizatorowi i pierwszemu dowódcy pułku). Ten z kolei wręczył sztandar ówczesnemu dowódcy pułku płk. Witoldowi Andruszewiczowi, który złożył przysięgę.

Sztandar został wykonany zgodnie z wzorem określonym w rozporządzeniu Prezydenta Rzeczypospolitej z dnia 13 grudnia 1927 o godłach i barwach państwowych oraz o oznakach, chorągwiach i pieczęciach.
Na prawej stronie płata znajdował się amarantowy krzyż, w środku którego wyhaftowano orła w wieńcu laurowym. Na białych polach, pomiędzy ramionami krzyża, znajdowały się cyfry 16 w wieńcach laurowych.

Na lewej stronie płata sztandarowego, pośrodku krzyża kawaleryjskiego znajdował się wieniec taki sam jak po stronie prawej, a w wieńcu trzywierszowy napis „HONOR I OJCZYZNA”. W rogach sztandaru, w mniejszych wieńcach umieszczone były na tarczach:
- w prawym górnym rogu: tarczę z wizerunkiem Matki Boskiej Częstochowskiej'
- w lewym górnym rogu: wizerunek św. Barbary,
- w prawym dolnym rogu: gryfa pomorskiego na tarczy,
- w lewym dolnym rogu : odznakę pamiątkową 16 PAL.

Na prawej stronie płatu sztandarowego na ramionach krzyża widniały napisy:
- u góry: Grudziądz 17 IV 1920,
- u dołu: Horodec   24 IX 1920,
- na lewym ramieniu: Mrozy 18 VIII 1920,
- na prawym ramieniu: Dywin 14 IX 1920.

W czasie działań wojennych 1939 sztandar był przewożony ze sztabem pułku przez cały szlak bojowy od Grudziądza aż do Lasów Iłowskich. Tam, wobec niemożności wyjścia z okrążenia został 18 września 1939 spalony osobiście przez dowódcę pułku ppłk. Aleksandra Słupczyńskiego w obecności mjr. Józefa Morkowskiego – dowódcy łączności 16 Pomorskiej Dywizji Piechoty oraz ogn. Stanisława Dąbrowskiego ze sztabu pułku.

### Odznaka pamiątkowa
Odznaka zatwierdzona Dz. Rozk. MSWojsk. nr 16, poz. 158 z 18 maja 1929 roku. Odznaka o wymiarach 42x42 mm ma kształt krzyża maltańskiego o ramionach pokrytych ciemnozieloną i czarną emalią. Na ramionach krzyża wpisano numer „16” i rok powstania pułku „1919”. Między ramionami krzyża pęki złoconych promieni. Odznaka oficerska, dwuczęściowa, wykonana w srebrze, emaliowana. Wykonawcą odznaki był Wiktor Gontarczyk z Warszawy

### Trąbka pułkowa
22 września 1929 Grudziądzu, w trakcie uroczystych obchodów dziesięciolecia 16 DP, pułk otrzymał trabkę.

## Pomorscy artylerzyści
Dowódcy pułku
- kpt. / płk SG Emil Krukowicz-Przedrzymirski (17 V 1920 – 22 X 1922)
- ppłk/płk SG Gabriel Kociuba (22 X 1922 – 12 XI 1925)
- ppłk art. Otton Krzisch (wz. 12 XI 1925 – 20 I 1926)
- płk art. Józef Korycki (20 I 1926[29] – 2 XII 1929)
- mjr art. Leon II Dąbrowski (wz. 2 XII 1929 – 17 i 1930)
- ppłk art. Zygmunt Nikodem Stanisław Żaboklicki (17 I 1930 – 5 VII 1933)
- mjr art. Karol Pasternak (wz. 5 VII – 7 IX 1933)
- płk art. Witold Doliwa-Andruszewicz (7 IX 1933 – 9 XI 1938)
- ppłk art. mgr Aleksander Alojzy Słupczyński (p.o. 9 – 22 XI 1938)
- płk art. Stefan Zielke (22 XI 1938 – 24 VIII 1939)
- ppłk art. mgr Aleksander Alojzy Słupczyński (24 VIII – 18 IX 1939)

Zastępcy dowódcy pułku (od 1938 – I zastępca dowódcy pułku)
- ppłk art. Otton Krzisch (1922 – 21 VIII 1926 → dowódca 9 pap)
- ppłk art. Adolf Senkowski (od X 1926[30])
- ppłk art. Eugeniusz Kukulski (XI 1927 – 22 III 1929 → p.o. komendanta PKU Piotrków)
- mjr art. Leon II Dąbrowski (27 IV 1929 – 28 I 1931 → rejonowy inspektor koni w Starogardzie)
- mjr art. Karol Pasternak (od 28 I 1931)
- ppłk art. Ludwik Kiok (II 1936 – VII 1938 → dowódca 4 dak)
- ppłk art. mgr Aleksander Alojzy Słupczyński (do VIII 1939 → dowódca pułku)
- mjr art. Albin Walenty Rak (II z-ca d-cy/kwatermistrz – do VIII 1939 → dowódca II/16 pal)

Oficerowie i żołnierze pułku
Polegli w wojnie z bolszewikami 1919–1920
- kpr. Józef Borys,
- bomb. Konrad Szczukowski,
- kan. Jakub Cios,
- kan. Bolesław Dębski,
- kan. Adam Rebinkowski,
- kan. Markus Stitzel;

Polegli w kampanii wrześniowej 1939
- ppłk mgr Aleksander Alojzy Słupczyński – † 18.09 Janówek k. Brochowa,
- kpt. rez. Jan Gorzechowski – † 20.09 Cząstków Polski,
- kpt. rez. Roman Majewski – † 3.09 Grabowiec,
- por. Aleksander Marian Dąbrowski – † 27.09 Kazuń,
- por. rez. Eugeniusz Andrzej Kolasiński – † 14.09 Łowicz,
- ppor. rez. Jan Anastazy Barański – † 16.09 Złakowo Kościelne,
- ppor. Eugeniusz Franciszek Błachut – † 17.09 Pieczyska Łowickie,
- ppor. (?) Łącki – † 2.09 Jarantowice,
- ppor. rez. Tadeusz Karol Łęcki – † 17.09 (z ran) Łódź,
- ppor. rez. Lech Stannik – † 14.09 Mysłaków,
- ppor. rez. Lech Wiktor Staśkiewicz – † 14.09 Bednary,
- ppor. rez. Franciszek Talpa – † 24.09 (z ran) Łowicz,
- ppor. rez. Andrzej Władysław Wachal – † 19.09 Kampinos,
- ogn. pchor. rez. Tadeusz Zygmunt Majewski – † 16.09 Czerniewo,
- plut. pchor. rez. Zdzisław Łuczyński – † 19.09 Tułowice,
- plut. Jan Bentkowski – † 17.09 Czerniewo,
- plut. Czesław Janik – † 30.09 (z ran) Parczew,
- kpr. Władysław Nelkowski – † 17.09 Kiernozia,
- bomb. Ignacy Werra – † 4.09 Grudziądz,
- kan. Alfons Dobernsztajn – † 19.09 Iłów,
- kan. Stanisław Dzieciętkowski – † 16.09 Czerniewo,
- kan. Stanisław Gontaziak – † 24.09 Pawłowice,
- kan. Stefan Grzelak – † 23.09 Karwów,
- kan. Konrad Kamiński – † 16.09 Czerniewo,
- kan. Bronisław Robert Krause – † 15.09 Gągolin,
- kan. Antoni Lewandowski – † 30.11 (z ran) Łowicz,
- kan. Jan Mandrowa – † 18.09 Iłów,
- kan. Maksymilian Manteufel – † 18.09 Iłów,
- kan. Maksymilian Maszka – † 21.11 (z ran) Grudziądz,
- kan. Stanisław Norloch – † 17.09 Czerniewo,
- kan. Leon Nowakowski – † 18.09 Iłów,
- kan. Jerzy Płatajczyk – † 16.09 Czerniewo,
- kan. Ksawery Poćwiardowski – † 30.07.1940 (z ran) Warszawa,
- kan. (?) Rozenberg – † 3.09 Nicwałd,
- kan. Leon Schein – † 18.09 Tułowice,
- kan. Wacław Strzelecki – † 19.09 Kampinos,
- kan. Stanisław Szczepaniak – † 18.09 Tułowice.

### Żołnierze 16 pułku artylerii lekkiej - ofiary zbrodni katyńskiej
Biogramy ofiar zbrodni katyńskiej znajdują się między innymi w bazach udostępnionych przez Ministerstwo Kultury i Dziedzictwa Narodowego oraz Muzeum Katyńskie.
| Nazwisko i imię    | stopień              | zawód      | miejsce pracy przed mobilizacją  | zamordowany |
| ------------------ | -------------------- | ---------- | -------------------------------- | ----------- |
| Mittek Wacław      | podporucznik rezerwy | nauczyciel | Szkoła Powszechna w Spale        | Katyń       |
| Warczak Ignacy     | porucznik rezerwy    | ekonomista | dyr. firmy Schenker w Katowicach | Katyń       |
| Chmielewski Julian | porucznik rezerwy    | prawnik    | dyr. Banku PKO w Grudziądzu      | Charków     |